# Après la pluie (film, 1999)
Pour les articles homonymes, voir Après la pluie.
Pour plus de détails, voir Fiche technique et Distribution.
Après la pluie (雨あがる, Ame agaru) est un film japonais réalisé par Takashi Koizumi et sorti en 1999, d'après un scénario écrit par Akira Kurosawa lui-même inspiré par l'œuvre homonyme de Shūgorō Yamamoto publiée aux éditions Kadokawa Shoten.
Le film se déroule dans le Japon féodal. Un groupe de voyageurs est bloqué par la rivière en crue dans une petite auberge de campagne. Parmi eux se trouvent Ihei Misawa, un ronin, samouraï sans maître qui excelle dans l'art du combat, et sa femme Tayo, qui ne vit que pour l'amour de son mari. Après la pluie, Ihei décide d'affronter les maîtres d'armes des dojos de la région en échange d'argent et de nourriture. Pris sous la coupe du seigneur Shigeaki, il devient le maître d'arme de son fief, mais les rivalités sont nombreuses.

## Synopsis
L'histoire se déroule dans le Japon du XVIIIe siècle. Alors qu'une terrible tempête fait déborder la rivière, de nombreux voyageurs sont bloqués dans une auberge isolée. Parmi ces voyageurs se trouve un samouraï sans maître (rōnin) du nom d'Ihei Misawa, accompagné de sa femme Tayo. Ihei, qui excelle dans l'art du sabre (iaijutsu et kenjutsu) a participé à des duels primés, activité déshonorante pour un  samouraï mais nécessaire pour gagner de l'argent et de la nourriture avec lesquels il espère pouvoir distraire un instant la vie difficile de ses compagnons d'infortune.
En empêchant un duel inutile entre jeunes samouraïs, Ihei est remarqué par le daimyo Nagai Izuminokami Shigeaki, qui lui propose de devenir le maître d'armes de son fief. Mais le parcours pour cette nomination est semé d'embûches, et son passé le rattrape peu à peu quand son emploi attendu est refusé.
L'épouse comprend alors que leur vie restera aventureuse et libre. Le couple traverse le fleuve, quitte la région et parvient au rivage de l'Océan.

## Fiche technique
- Titre : Après la pluie
- Titre original : 雨あがる (Ame agaru?, littéralement : la pluie (雨) est finie (あがる))
- Réalisation : Takashi Koizumi
- Mise en scène : Takashi Koizumi
- Scénario : Akira Kurosawa et Shūgorō Yamamoto
- Musique : Masaru Satō
- Scripte : Teruyo Nogami
- Photographie : Masaharu Ueda et Takao Saitō (consultant)
- Décors : Yoshiro Muraki
- Lumière : Takeharu Sano
- Son : Benitani Ken'ichi
- Costumes : Kazuko Kurosawa
- Montage : Hideto Aga
- Production : Hisao Kurosawa, Hara Masato
- Producteurs associés : Tsutomu Sakurai et Kayo Yoshida
- Assistante de production : Miyako Araki
- Directeur de production : Masahiko Kumada
- Sociétés de production : Asmik-Ace, Élie Chouraqui/7Films CINEMA avec Kurosawa Productions
- Budget : 3 800 000 $ (estimation)
- Pays de production :  Japon
- Langue : japonais
- Genre : jidai-geki, drame
- Durée : 91 minutes
- Dates de sortie :
  - Italie : 6 septembre 1999 (Mostra de Venise)[2]
  - Japon : 22 janvier 2000[3]
  - France : 3 mai 2000[4]

## Distribution
- Akira Terao : Ihei Misawa
- Yoshiko Miyazaki : Tayo Misawa
- Shirō Mifune : Nagai Izuminokami Shigeaki
- Hisashi Igawa : Kihei Ishiyama
- Hidetaka Yoshioka : Gonnojo Sakakibara
- Tatsuya Nakadai : Tsuji Gettan
- Mieko Harada : Okin, la prostituée
- Fumi Dan : Okugata
- Takayuki Katō : Hayato Naito
- Tatsuo Matsumura : Jii Sekkyo-Bushi, le vieux prêtre
- Makiya Yamaguchi
- Toshihide Wakamatsu